# Detsky Mir
Detsky Mir (russisk: «Де́тский мир») eller Børnenes verden er en russisk børnenes detailhandelsvirksomhed. I 2017 havde virksomheden 525 butikker med varer målrettet børn. Det er den største butikskæde i Rusland med varer til børn, som udover Rusland også findes i Kazakhstan. Detsky Mir-koncernen ejer også ELC (Early Learning Center) detailhandelskæden i Rusland. Virksomhedens omsætning var i 2020 på 1,98 mia. US $. Produkterne i virksomhedens butikker omfatter alt fra legetøj, spil, produkter til babyer, tøj, fodtøj, diverse udstyr, cykler, osv.
Detsky Mir åbnede sin første butik 6. juni 1957 i centrum af Moskva. Efter år 2000 blev Desky Mir til en detailhandelskæde i Rusland.
I 2008 blev den oprindelige butik solgt til VTB, hvorefter den blev lukket og restaureret. Den åbnede igen i 2015 under navnet Central Children's Store on Lubyanka.
I 2014 valgte AFK Sistema, den primære ejer af virksomheden, at børsnotere Detsky Mir. I 2015 havde Detsky Mir omkring 320 butikker og den primære ejer var Vladimir Evtushenkov.